# Diablo Blvd
Diablo Blvd, stylisé Diablo Blvd., est un groupe belge de heavy metal, originaire d'Anvers, en Région flamande. Actif entre 2005 et 2018, le groupe était d'abord sous contrat avec Play It Again Sam, puis avec Nuclear Blast. Diablo Blvd compte quatre albums studio, publiés avant leur séparation à la fin 2018.

## Histoire

### The Greater GodetBuilders of Empires
Le groupe est formé en 2005 par le chanteur Alex Agnew, également connu en Belgique comme one man show, et le guitariste Dave Hubrechts. Plus tard, le deuxième guitariste Andries Beckers du groupe Born from Pain les rejoint. Comme Beckers n'aimait pas les chansons écrites par Agnew et Hubrechts, il leur a d'abord proposé ses propres compositions. Après plusieurs répétitions communes, cette idée est abandonnée. Le groupe est complété par le bassiste. Tim Bekaert, et le batteur Kris Martens. 
Ces musiciens jouaient auparavant dans des groupes comme A Brand ou Meuris, et Beckers est un ancien membre du groupe Born from Pain qui est parti pour Diablo Blvd. Le nom du groupe provient d'une chanson du groupe américain Corrosion of Conformity tirée de leur album America's Volume Dealer. Le chanteur de Corrosion of Conformity Pepper Keenan a eu l'idée de ce titre en rendant visite un jour à son ami James Hetfield, le chanteur du groupe Metallica, dans sa maison. La rue derrière la maison de Hetfield s'appelait Diablo Blvd.
En 2006, le groupe sort la démo Scarred and Undefeated et est ensuite signé par le label. Play It Again Sam. Pendant plus de deux ans, le groupe travaille sur son premier album The Greater God, produit par Ace Zac. Avec cet album, Diablo Blvd atteint la 33e place du classement des albums belges. Le groupe joue dans des festivals belges comme le Graspop Metal Meeting ou le Pukkelpop. Deux ans plus tard, Builders of Empires, le deuxième album studio, a été produit par le suédoise. le producteur Jens Bogren. Builders of Empires se classe à la 21e place du hit-parade belge des albums. Pour la chanson Saint of Killers, Diablo Blvd tourne son premier clip.

### Follow the DeadlightsetZero Hour

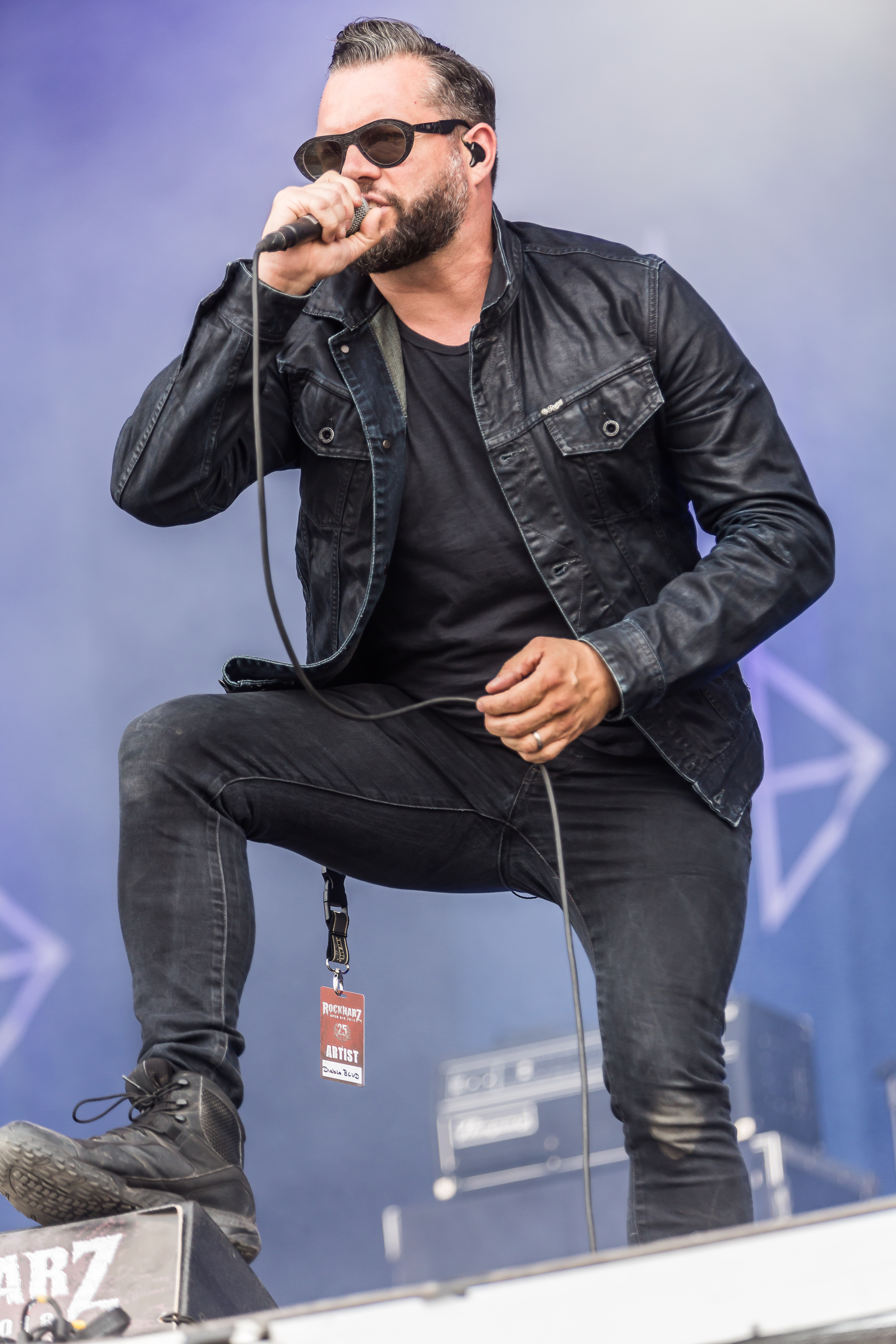
Le chanteur Alex Agnew au Rockharz, en 2018.

En mai 2014, le troisième album studio Follow the Deadlights sort, et se classe cinquième dans les charts belges des albums. La chanson-titre est couplée avec un single et atteint la 61e place du classement des singles belges. Diablo Blvd joue de nouveau au Graspop Metal Meeting, et fait des concerts en première partie de Life of Agony et Machine Head. Toujours en mai 2014, le premier Diablofest a lieu à Anvers, au cours duquel Vanderbuyst, entre autres, se produit. En novembre 2014, le groupe est signé par le label allemand Nuclear Blast. Le chef d'entreprise Markus Staiger se montre impressionné par la chanson Rise Like Lions selon Andries Beckers et veut que le groupe rejoigne son label. 
Follow the Deadlights est réédité par Nuclear Blast le 23 janvier 2015. En parallèle, le groupe effectue une tournée européenne en première partie d'Epica, suivie de sa propre tournée européenne avec Coal Chamber et SOiL, ainsi que des participations à des festivals tels que le With Full Force, le Summer Breeze, le Out and Loud et les MetalDays. Le 24 octobre 2015 a lieu la deuxième édition du Diablofest, au cours de laquelle, entre autres, Born from Pain et John Coffey, avant que Diablo Blvd joue en première partie d'Armored Saint en décembre. En été 2016, le groupe joue au festival Groezrock avant d'enregistrer son quatrième album studio Zero Hour avec le producteur Dag Taeldeman. Le bassiste Tim Bekaert quitte entre-temps le groupe et est remplacé par Jan Rammeloo, qui jouait auparavant avec Bliksem. 
La sortie de Zero Hour a lieu le 22 septembre 2017, et l'album atteint la troisième place du classement des albums belges. Outre quelques concerts en première partie de Life of Agony ou de Wednesday 13, l'album est suivi à l'automne 2017 d'une propre tournée de tête d'affiche en Europe, d'autres concerts en première partie de Wednesday 13 et d'une apparition au festival Metal Hammer Paradise. Début 2018, le groupe participe à la croisière 70000 Tons of Metal. Durant l'été 2018, le groupe joue au Wacken Open Air, au Graspop Metal Meeting, au Rockharz Open Air et au Alcatraz Hard Rock and Metal Festival. La chanson Sing from the Gallows est nommée aux Metal Hammer Awards 2018 dans la catégorie Metal Anthem. Le prix est cependant allé à Dimmu Borgir. Le 10 décembre 2018, le groupe donne son dernier concert au club de l'Ancienne Belgique de Bruxelles avant de se séparer.

## Style musical

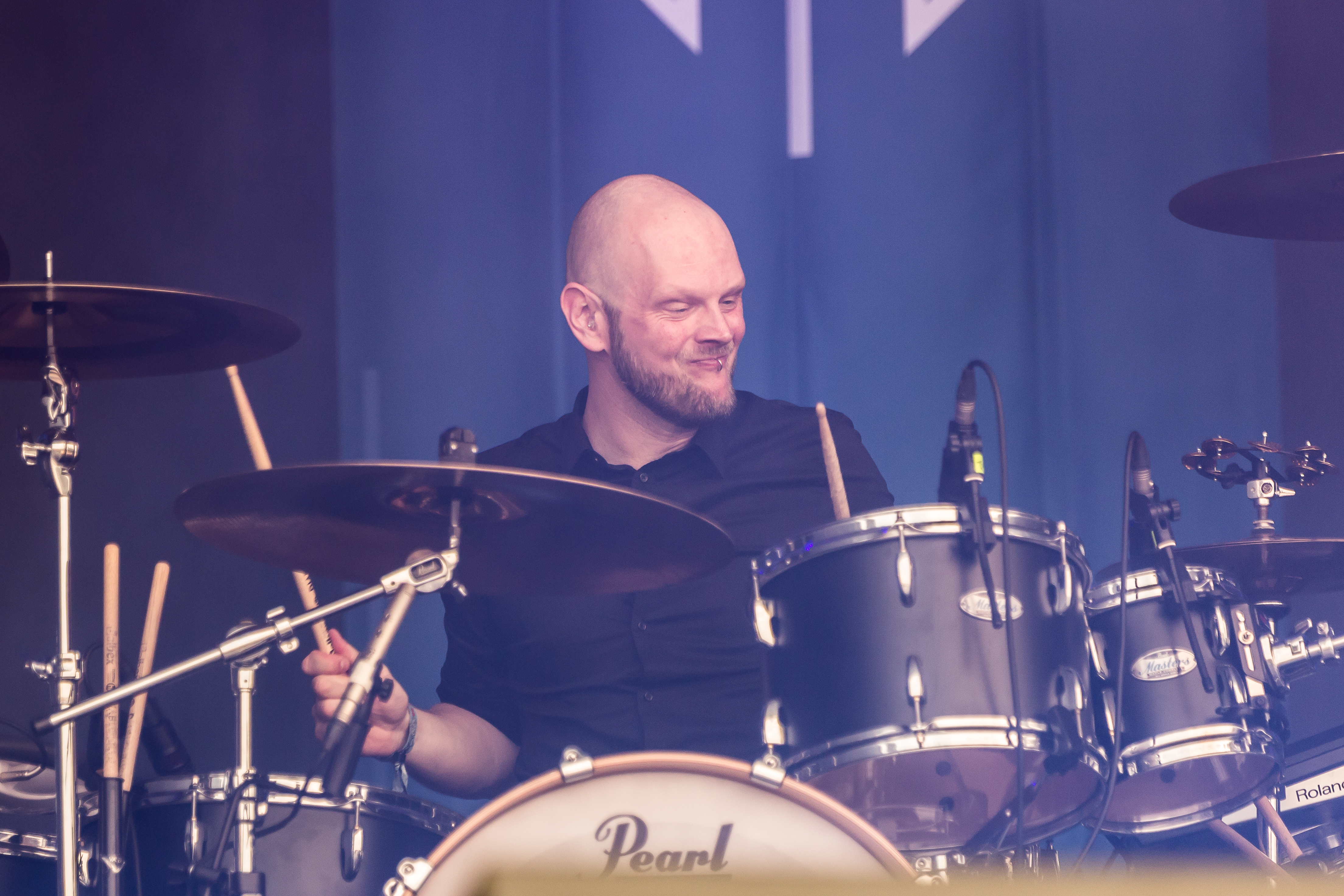
Le batteur Kris Martens au festival Rockharz Open Air 2018 à Ballenstedt, Allemagne.

Le chanteur Alex Agnew a fondé le groupe avec l'intention de combiner tout ce qu'il aime dans les styles heavy metal, rock et punk hardcore. Parmi les principales influences du groupe, Agnew compte Danzig, les anciens Metallica, Type O Negative, Black Sabbath, Iron Maiden, Alice in Chains et les Cro-Mags. Les textes du chanteur Alex Agnew traitent principalement de religion et de politique. Il avait déjà abordé ces sujets à l'époque où il était humoriste. Selon Agnew, la différence avec cette époque réside dans le fait qu'avec Diablo Blvd, il ne doit pas faire de blague à la fin.
Jörg Staude du magazine Classic Rock décrit le groupe comme un mélange du son sombre des années 1990 de Type O Negative et Danzig avec des mélodies classiques des Cult et des éléments modernes de la marque Five Finger Death Punch. Il a comparé la voix du chanteur Alex Agnew à celle du chanteur Volbeat Michael Poulsen. Raymond Westland du magazine en ligne This Is Not a Scene a encore comparé le groupe musicalement à Down et Metallica. Selon Martin Iordanidis du magazine allemand Visions, les Diablo Blvd vont du « stoner metal au hard rock » et sont « plus épiques que Mustasch et plus intelligents que Transport League. »

## Discographie

### Albums studio
- 2009 : The Greater God (Play It Again Sam)
- 2011 : Builders of Empires (Play It Again Sam)
- 2014 : Follow the Deadlights (Nuclear Blast)
- 2017 : Zero Hour (Nuclear Blast)

### Singles
- 2011 : Black Heart Bleed
- 2013 : Rise Like Lions
- 2014 : Beyond the Veil

### Démo
- 2006 : Scarred and Undefeated

### Clips
- 2011 : Saint of Killers
- 2014 : Follow the Deadlights
- 2014 : Rise Like Lions
- 2014 : Son of Cain
- 2017 : Animal
- 2017 : Sing from the Gallows
- 2017 : Summer Has Gone
- 2018 : The Future Will Do What It's Told
- 2018 : The Song Is Over